# THE FIRST TAKE

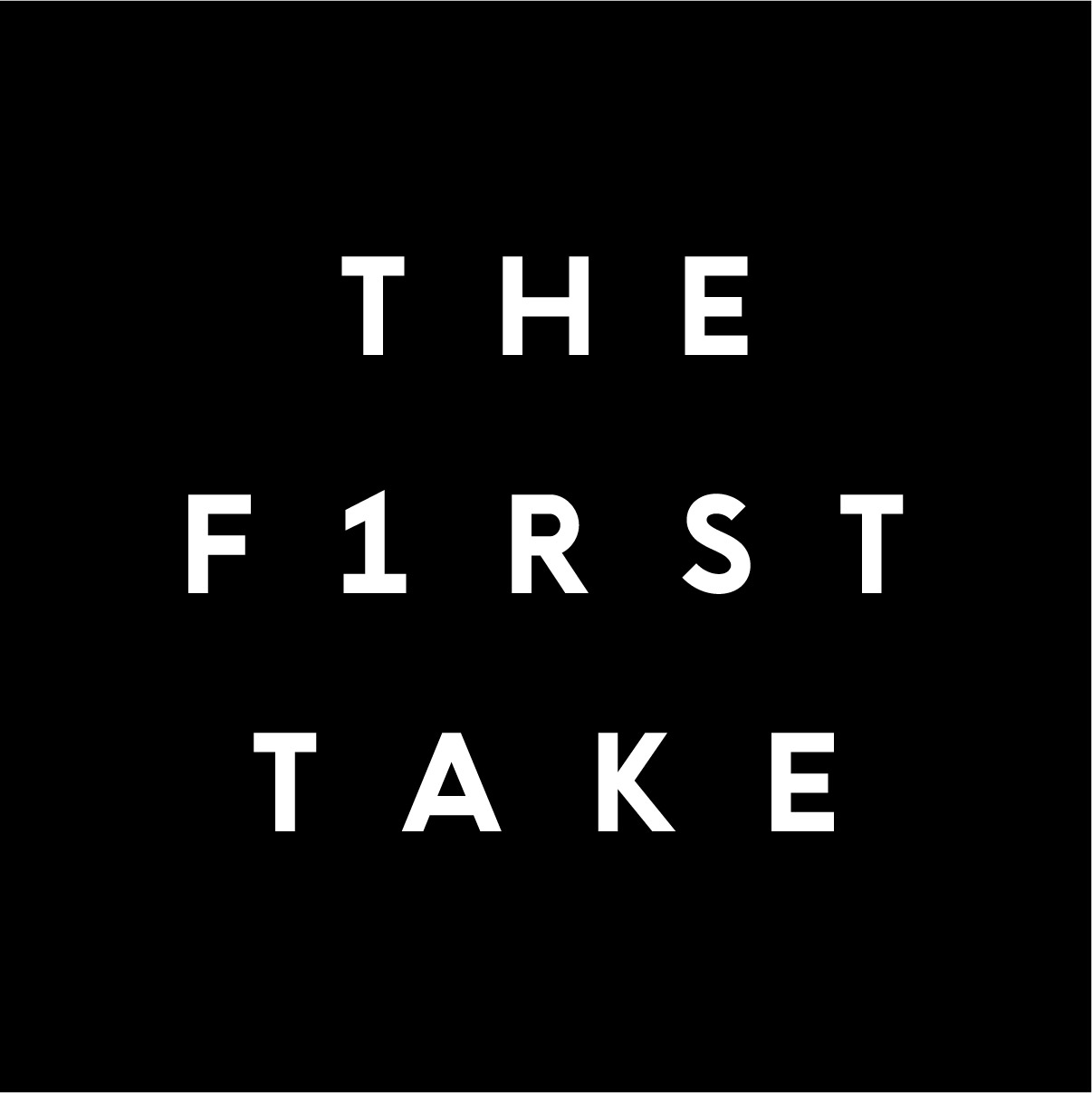

THE FIRST TAKE 또는 THE F1RST TAKE(더 퍼스트 테이크)는 가수를 초대하여 원테이크로 녹음된 노래를 연주하도록 하는 일본 유튜브 채널이다. FIRST TAKE는 소니 뮤직 엔터테인먼트 (일본)의 상표이다.

## 개념
THE FIRST TAKE의 비디오는 스튜디오에서 촬영되며, 일반적으로 흰색 배경을 배경으로 공연하는 가수와 마이크만 나오는 미디엄 샷과 클로즈업 샷이 번갈아 가며 촬영된다. 영상은 고품질 오디오와 함께 4K 해상도로 녹화된다. 크리에이티브 디렉터 시미즈 케이스케에 따르면, 가수들은 촬영을 라이브 공연으로 취급하도록 요청받았고, 재팬 타임스 작가 패트릭 세인트 미첼(Patrick St. Michel)은 THE FIRST TAKE의 성공이 대중의 음악적 선호도의 변화를 보여준다고 말했다.